# Yuliia Paievska
Yuliia "Taira" Paievska (em ucraniano:  Юлія Паєвська; às vezes escrito como "Yulia Paevska") é uma designer e atleta ucraniana que fundou o corpo de ambulâncias voluntárias "Anjos de Taira" durante a Guerra Russo-Ucraniana. Ela foi capturada e presa por soldados russos em 16 de março de 2022 e libertada em 17 de junho de 2022. Ela se tornou um símbolo de bravura e sacrifício de acordo com o New York Times.
Yuliia Paievska serviu como médica de rua voluntária durante os protestos de Euromaidan em 2013, depois como treinadora de medicina tática nas linhas de frente em Donbass, de 2014 a 2018, onde fundou os "Anjos de Taira", que salvaram centenas de vidas, incluindo ucranianos civis, soldados ucranianos, militantes separatistas e soldados russos. Ela serviu no exército ucraniano como chefe de um hospital militar em Mariupol, de 2018 a 2020, quando foi desmobilizada, mas continuou trabalhando como médica voluntária.
Yuliia Paievska documentou seu trabalho no início de 2022, durante o Cerco de Mariupol, com uma câmera corporal e contrabandeou o vídeo para fora da cidade com a ajuda de um policial local e repórteres internacionais, em 15 de março de 2022. No dia seguinte, Yuliia Paievska e seu motorista de ambulância foram capturados pela Rússia, enquanto ajudavam um civil ferido que fugia do ataque aéreo no teatro de Mariupol. Ela já foi usada em vídeos de propaganda russa, que a acusavam de se associar com nazistas e cometer crimes.
Moradora de Kiev, capital da Ucrânia, Yuliia Paievska foi criada por seu avô, um condecorado veterano soviético da Segunda Guerra Mundial que lutou no cerco de Leningrado (atualmente, São Petersburgo), na então União Soviética (atualmente, Rússia). Antes da guerra, Yuliia Paievska trabalhou como designer, treinadora de aikido e médica voluntária. Ela foi presidente da Federação de Aikido "Mutokukai-Ucrânia". Yuliia Paievska se machucou durante seu período de serviço, exigindo a substituição de ambos os quadris e deixando-a com uma deficiência parcial. Ela deveria ser o único membro feminino da equipe dos Jogos Invictus de 2020 da Ucrânia, competindo em tiro com arco e natação, mas sua captura a impediu de competir nos Jogos remarcados em abril de 2022. A filha de Yuliia Paievska competiu em seu lugar e conquistou a medalha de bronze no tiro com arco.

## Início da vida e carreira
Yulia nasceu em Kiev, capital da Ucrânia, e foi criada por seu avô, Kostiantyn Chubukov, que serviu como oficial de inteligência nas Forças Aéreas Soviéticas durante a Segunda Guerra Mundial e sobreviveu ao Cerco de Leningrado (atualmente, São Petersburgo), na então União Soviética (atualmente, Rússia). Kostiantyn foi condecorado com a Ordem de Lenin e a Ordem da Bandeira Vermelha, entre outras condecorações. Ao se aposentar, na década de 1950, Kostiantyn mudou-se para Kiev e construiu a casa onde nasceram seus filhos e netos. Yuliia Paievska demonstrou interesse pela medicina quando criança e trabalhou sob a tutela de sua enfermeira escolar, que trabalhou como médica na Segunda Guerra Mundial e ensinou Yuliia Paievska a fazer e aplicar bandagens e torniquetes.
Ela era uma ceramista experiente e trabalhou como designer. Ela também tinha 20 anos de experiência como treinadora de aikido e foi presidente da Federação de Aikido "Mutokukai-Ucrânia". O trabalho de Yuliia Paievska como treinadora de aikido a levou a estudar para ser médica, porque, em suas palavras, esportes e lesões eram inseparáveis. Ela trabalhou como médica em meio período como parte do serviço médico da ASAP Rescue.

## Guerra Russo-Ucraniana e "Anjos de Taira"
Em 2013, ela se juntou aos protestos de Euromaidan como médica voluntária, onde adotou seu nome de guerra, "Taira". Ela começou fornecendo assistência médica a manifestantes feridos sob fogo na rua Hrushevsky em sua cidade natal, Kiev, e decidiu permanecer na linha de frente com outros voluntários que pensam da mesma forma. Ela ensinou medicina tática em campos de treinamento militar e, mais tarde, nas linhas de frente.
Após a eclosão da Guerra Russo-Ucraniana, em 2014, Yuliia Paievska serviu como médica voluntária e treinadora no leste de Donbass, onde permaneceu até 2018. Ela trabalhou como contato entre civis e militares em cidades da linha de frente que careciam de pessoal médico. Em seu primeiro ano em Donbass, ela formou um corpo de ambulâncias voluntárias que tratavam de vítimas civis e militares, que acabou ganhando o apelido de "Anjos de Taira". Yuliia Paievska treinou mais de 100 médicos, e os "Anjos de Taira" salvaram centenas de civis e militares feridos de todos os lados do conflito.
Durante sua viagem de quatro anos em Donbass, Yuliia Paievska serviu nas linhas de frente, incluindo em Shchastia, Popasna, Zolote, Avdiivka, Svitlodarsk e Shyrokyne, tratando de civis, soldados ucranianos e militantes separatistas.
Em 2017, ela apareceu em Batalhão Invisível, um documentário sobre seis mulheres lutando na Guerra Russo-Ucraniana em Donbass.
Em 2018, ela se juntou ao exército ucraniano. Sua unidade foi implantada em Mariupol, onde ela comandou o 61º Hospital Móvel. Yuliia Paievska foi desmobilizada do exército ucraniano em 2020, mas ela e seus "Anjos" continuaram a trabalhar lá como médicos voluntários.
Em janeiro de 2019, David Gauvey Herbert entrevistou Yuliia Paievska para a Bloomberg News. Ele descreveu Yuliia Paievska como um ex-membro do Setor Direito (partido político ucraniano), um importante grupo ultranacionalista. Herbert relatou que Yuliia Paievska deixou o Setor Direito em meio a lutas internas.

## Vídeo da câmera corporal
Em 2021, Yuliia Paievska recebeu uma câmera corporal para participar de uma série documental sobre pessoas inspiradoras produzida pelo Príncipe Harry, fundador dos Invictus Games. Ela usou a câmera corporal para documentar civis e soldados feridos em Mariupol. Entre 6 de fevereiro de 2022 e 10 de março de 2022, ela gravou 256 gigabytes de vídeo em um cartão de dados do tamanho de uma unha. O vídeo mostra Taira e seus "anjos" fornecendo tratamento médico a civis ucranianos e soldados russos durante o cerco de Mariupol. Em 15 de março, Yuliia Paievska, com a ajuda de um policial intermediário, deu o cartão de dados a repórteres da Associated Press, que o contrabandearam através de 15 postos de controle russos de Mariupol para o território controlado pela Ucrânia.

## Capturar e liberar
Em 16 de março de 2022, Yuliia Paievska e seu motorista de ambulância, Serhiy, foram capturados e presos pela Rússia. De acordo com a filha de Yuliia Paievska, Yuliia e seu motorista estavam em uma ambulância em um corredor humanitário a caminho para ajudar nos esforços de resgate após o ataque aéreo no teatro de Mariupol. Eles pararam para tratar um civil ferido em fuga e foram capturados por soldados russos. Ela tinha 52 ou 53 anos na época.
Em 21 de março, uma estação de notícias russa anunciou a captura de Yuliia Paievska e transmitiu um vídeo mostrando Yuliia Paievska, "grogue e abatida", lendo uma declaração preparada pedindo o fim da luta. Ela apareceu na rede russa NTV e em redes de televisão na região separatista de Donetsk, algemada e com o rosto machucado.  A Rússia usou Yuliia Paievska em vídeos de propaganda e retratou falsamente Yuliia Paievska como cometendo crimes e sendo associada a "nazistas" e ao Batalhão Azov, embora o hospital militar que ela liderou não seja afiliado ao batalhão.
Yuliia Paievska é considerada um "prêmio" pela Rússia por causa de sua reputação estimada na Ucrânia como uma atleta estrela que treinou a força médica voluntária do país. O governo da Ucrânia tentou obter a libertação de Yuliia Paievska como parte de uma troca de prisioneiros, mas a Rússia inicialmente recusou os pedidos e negou segurá-la. Apoiadores de Yuliia Paievska defendendo sua libertação iniciaram uma campanha de hashtag, "#SaveTaira".
Em 17 de junho de 2022, a libertação de Yuliia Paievska pelas forças russas foi anunciada pelo presidente ucraniano Volodymyr Zelenskyy em um vídeo nacional.  Em um vídeo no dia seguinte, Yuliia Paievska agradeceu a Zelenskyy por providenciar sua libertação. Os ucranianos comemoraram sua libertação. Em sua declaração, ela disse que os prisioneiros de guerra ucranianos foram mantidos em condições terríveis semelhantes aos campos de concentração nazistas. Aos prisioneiros foi negada qualquer informação sobre suas famílias, tratamento médico, cestas básicas. Os prisioneiros acreditavam que a Ucrânia deixou de existir como um estado independente. Ela disse que não ficaria surpresa se ela mesma tivesse sido jogada dentro de um Caminhão de gás (Gaswagen) para ser morta, e não era uma piada.

## Lesões e jogos Invictus
Yuliia Paievska se machucou durante o serviço e teve que substituir os dois quadris por endopróteses de titânio, o que a deixou parcialmente incapacitada.
Ela se juntou à equipe ucraniana para os Jogos Invictus de 2020, na Holanda, uma competição atlética para veteranos deficientes, para inspirar os soldados feridos que ela tratou, esperando que eles também se juntassem aos Jogos após se recuperarem de suas feridas. Ela era a única mulher na equipe ucraniana, e iria competir no arco e flecha e na natação.
Devido à sua captura, Yuliia Paievska não pôde competir nos Jogos Invictus de 2020, que haviam sido adiados para abril de 2022 devido à pandemia do coronavírus.  A filha de 19 anos de Yuliia Paievska, Anna-Sofia Puzanova, competiu em seu lugar e ganhou a medalha de bronze no tiro com arco. Nos Jogos, a filha de Yuliia Paievska se reuniu com o príncipe Harry, o fundador dos Jogos Invictus, e sua esposa Meghan Markle, para discutir o cativeiro de sua mãe.

## Prêmios e honras
- Ordem do Herói do Povo da Ucrânia.[1][2][3]
- Defensora da Pátria.[1]
- Distintivo de Honra.[1]
- Distintivos por Mérito às Forças Armadas da Ucrânia.[1]
- Medal pela Assistência às Forças Armadas da Ucrânia.[1]
- BBC 100 Women, 2022.[21]